# Marc Soler
Marc Soler Giménez (Villanueva y Geltrú,  22 de novembro de 1993) é um ciclista profissional espanhol que compete com a equipa espanhol Movistar. Deu o salto à máxima categoria em 2015 após competir três temporadas na equipa amador Lizarte.

## Corrida desportiva

### 2020
Em fevereiro, ao início da temporada, conseguiu o triunfo no Troféu Pollença-Andratx, sendo o primeiro triunfo do Movistar no 2020. Depois da pandemia do COVID-19, competiu no Tour de France e na Volta a Espanha. Foi nesta última onde voltou a conseguir uma vitória, vencendo em 2.ª etapa com chegada em Lecumberri. Esta vitória supunha a segunda vitória do Movistar em todo o ano, e a primeira vitória pessoal numa grande volta.

### 2021
Sua primeira vitória do ano conseguiu-a no Volta à Romandia, chegando em solitário na 3.ª etapa da prova com final em Estavayer. Ademais, depois de avantajar em 22 segundos ao resto de favoritos, colocou-se como líder geral do Tour. Na seguinte etapa, cedeu a camisola de líder ante Michael Woods, depois de chegar 9.º na etapa a 53 segundos do ganhador. Finalmente, depois da contrarrelógio final da 5.ª e definitiva etapa, finalizou 4.º no Tour, a um único segundo do terceiro já que ocupou Fausto Masnada.
Depois do Volta à Romandia, disputou pela primeira vez o Giro d'Italia, indo como principal sai do Movistar Team. Durante o início da 12.ª etapa, teve uma queda nos primeiros quilómetros que o lastrou fisicamente, tendo que se retirar ao longo da etapa. No momento no que abandonou a prova se encontrava 11.º da classificação geral.
Depois de recuperar-se do abandono no Giro, participou no Volta à Suíça, finalizando em 79.ª posição. Dias antes do começo do Tour de France, revelou-se que fazia parte de 8 ciclistas que participariam por parte do conjunto Movistar. Na primeira etapa, depois de uma queda em massa provocada por uma espectadora, Marc sofreu danos em seus dois braços, cruzando a linha de meta em último lugar a mais de 24 minutos. Depois da etapa, foi examinado pelos doutores da equipa confirmando o rompimento dos rádios e outra fratura no cubito esquerdo.

## Palmarés
- 2015
  - Tour de l'Avenir

- 2016
  - 1 etapa da Ruta del Sur

- 2018
  - Paris-Nice

- 2020
  - Troféu Pollença-Andratx
  - 1 etapa da Volta a Espanha

- 2021
  - 1 etapa do Volta à Romandia

- 2022
  - 1 etapa da Volta a Espanha

## Resultados em Grandes Voltas e Campeonatos do Mundo
Durante sua carreira desportiva tem conseguido os seguintes postos nas Grandes Voltas e nos Campeonatos do Mundo:
| Corrida                | Corrida                | 2015 | 2016 | 2017  | 2018 | 2019 | 2020 | 2021 | 2022 |
| ---------------------- | ---------------------- | ---- | ---- | ----- | ---- | ---- | ---- | ---- | ---- |
|                        | Giro d'Italia          | —    | —    | —     | —    | —    | —    | Ab.  | —    |
|                        | Tour de France         | —    | —    | —     | 62.º | 37.º | 21.º | Ab.  | Ab.  |
|                        | Volta a Espanha        | —    | —    | 48.º  | —    | 9.º  | 18.º | —    |      |
| Mundial em Estrada     | Mundial em Estrada     | —    | —    | 108.º | —    | Ab.  | Ab.  | —    |      |
| Mundial Contrarrelógio | Mundial Contrarrelógio | —    | —    | —     | 22.º | —    | —    | —    |      |

—: não participa

Ab.: abandono

## Equipas
- Equipa Sub 23:
- Lizarte (2012-2014)

- Movistar Team (2015-2021)
- 2023 UAE Team Emirates
- 2022 UAE Team Emirates